# Charles Stuart (1er baron Stuart de Rothesay)
Pour les articles homonymes, voir Charles Stuart.
Charles Stuart (2 janvier 1779 - 6 novembre 1845) est un diplomate britannique. Il est deux fois ambassadeur en France et est également ambassadeur en Russie entre 1841 et 1844.

## Famille
Il est le fils du Lieutenant général l'honorable sir Charles Crichton-Stuart, fils cadet du premier ministre John Stuart (3e comte de Bute). Sa mère est Louisa Bertie, fille de Lord Vere Bertie, fils cadet de Robert Bertie (1er duc d'Ancaster et Kesteven). Il fait ses études au Collège d'Eton et Christ Church, Oxford .

## Carrière diplomatique

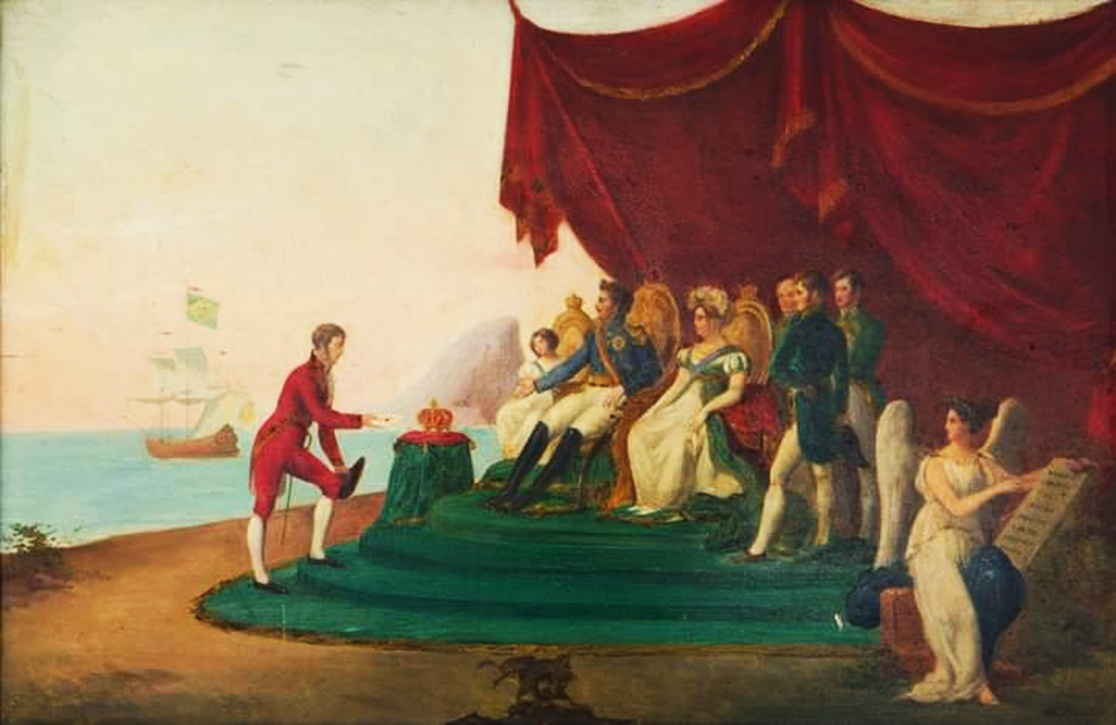
Charles Stuart et Pierre Ier, empereur du Brésil

Il entre au service diplomatique en 1801 et est immédiatement nommé secrétaire de légation à Vienne, dans le Saint-Empire romain germanique, poste qu'il occupe jusqu'en 1804. Il est ensuite envoyé à Saint-Pétersbourg, suivi d'une mission en Espagne sous occupation française en 1808 . Il est envoyé extraordinaire et ministre plénipotentiaire au Portugal et au Brésil entre 1810 et 1814.
Il est nommé chevalier de l'Ordre du Bain (KB) en 1812 et admis au Conseil privé en 1814.
Brièvement ambassadeur aux Pays-Bas entre février et mai 1815, c'est lors de son affectation en tant qu'ambassadeur en Espagne qu'il est devenu indispensable pour le duc de Wellington. Sur l'insistance des généraux, il est nommé ambassadeur du Royaume-Uni en France. Au cours Cent-Jours, il quitte Paris et se rend à Bruxelles au début de la campagne de Waterloo, où il assiste au Bal de la Duchesse de Richmond . Après la chute de Napoléon, il escorte le retour des exilés français et du roi Louis XVIII à Paris, et devient ambassadeur jusqu'en 1824. En 1815, il est fait chevalier-grand-croix du plus honorable ordre du Bath (GCB).
De 1825 à 1826, il est à nouveau envoyé extraordinaire et ministre plénipotentiaire au Portugal et au Brésil. En 1825, le roi portugais Jean VI nomme Stuart son plénipotentiaire, habilité à négocier et à signer avec le Brésil un traité sur la reconnaissance de l'indépendance de ce pays. Stuart, investi de ces pouvoirs, signe le 29 août 1825 le traité de reconnaissance de l'indépendance du Brésil. Le 15 novembre de la même année, le roi du Portugal le ratifie. Il est ensuite créé 1er comte de Machico par décret du 22 novembre 1825 de Jean VI du Portugal et plus tard 1er marquis d'Angra par décret du 1er mai 1826 de Marie II de Portugal, alors encore au Brésil, et est décoré de l'Ordre de la Tour et de l'Épée .
En janvier 1828, il est à nouveau nommé ambassadeur en France et est élevé à la pairie comme baron Stuart de Rothesay de l'île de Bute. Il reste ambassadeur en France jusqu'en novembre 1830. En 1841, il est nommé ambassadeur en Russie, poste qu'il occupe jusqu'en 1844 .

## Vie privée

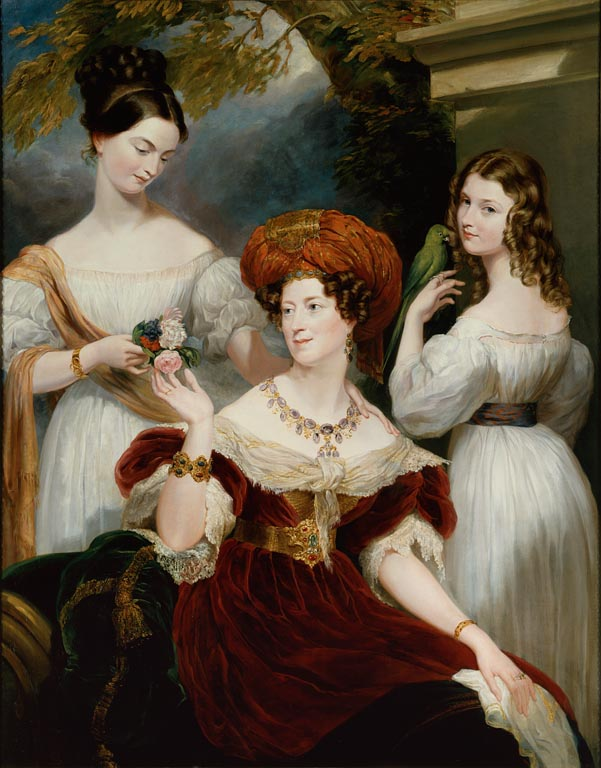
L'épouse de Stuart, Elizabeth, Lady Stuart de Rothesay, et ses filles, Charlotte (plus tard comtesse Canning) et Louisa (plus tard marquise de Waterford), peintes à Paris par George Hayter, 1830.

Lord Stuart de Rothesay épouse Lady Elizabeth Margaret, fille de Philip Yorke (3e comte de Hardwicke), le 6 février 1816. Ils ont deux filles: 
- L'hon. Charlotte Canning (en) (1817 - 1861), épouse de Charles Canning, 1er comte Canning.
- L'hon. Louisa Anne Stuart (1818 - 1891), épouse de Henry Beresford (3e marquis de Waterford).

### Château de Highcliffe
Une retraite anticipée dans les services diplomatiques lui permet de se lancer dans un projet de construction d’une nouvelle maison familiale. En 1830, il achète une grande partie de l'est du domaine, à Highcliffe, dans le Dorset. Auparavant, il appartenait à ses ancêtres, mais le domaine a été vendu par son père . Il charge William Donthorne, membre fondateur de l'Institut royal des architectes britanniques, de concevoir un nouveau château à Highcliffe. Le château est construit sur un plan en forme de L, orienté sur un axe sud-est, de sorte que la fenêtre en oriel est centrale sur l'élévation sud-est, offrant une vue sur les jardins paysagers avec un panorama des aiguilles et de l'île de Wight. Dans la construction de la maison, on utilise des pierres médiévales sculptées de l'abbaye bénédictine normande de Saint-Pierre à Jumièges et de la Grande Maison des Andelys. Ces deux bâtiments étaient tombés en ruine après la Révolution française. Le château comporte également une fenêtre d'oriel du XVIe siècle et un vitrail.

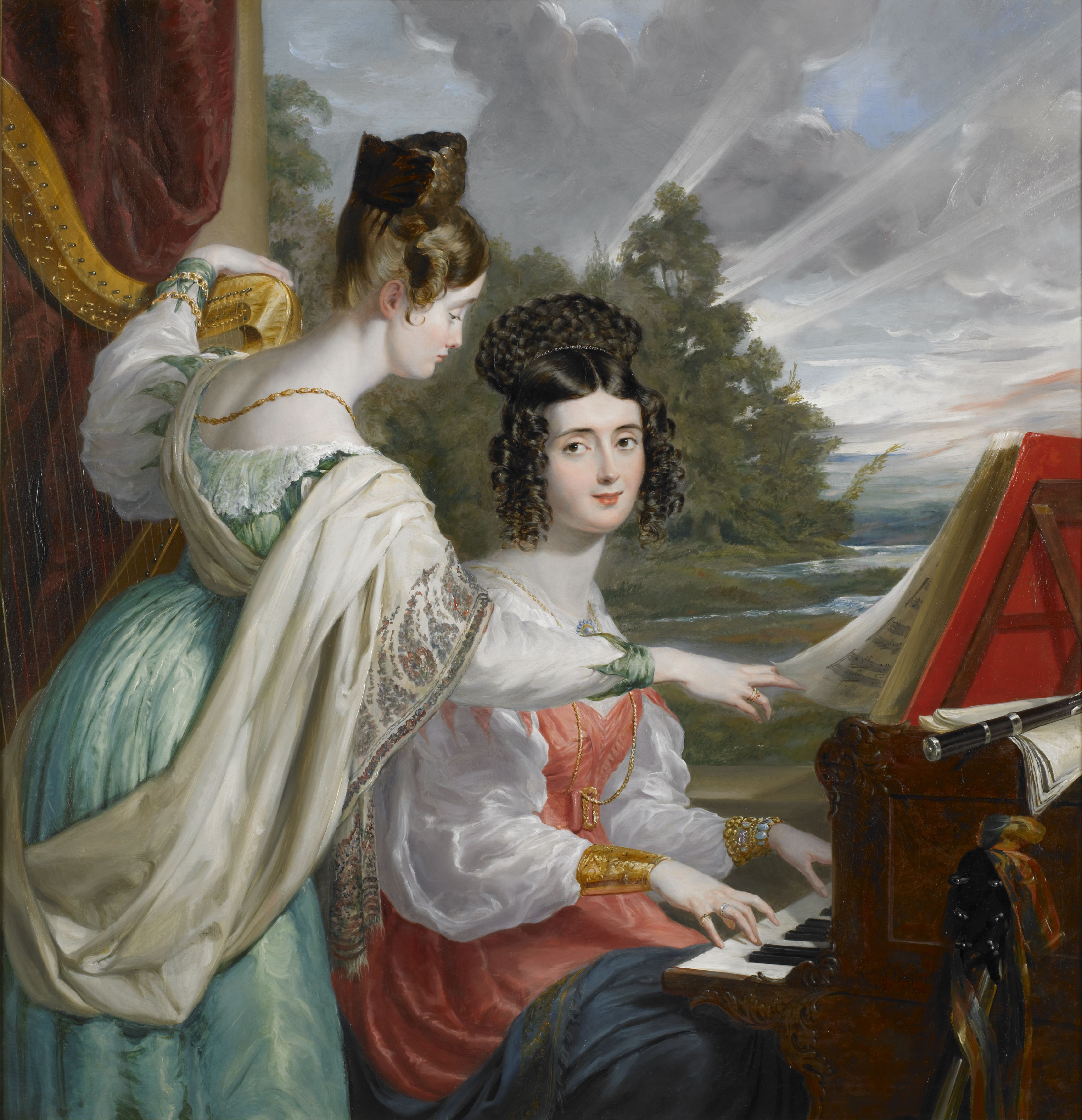
Un autre portrait des filles de Lord Stuart de Rothesay par Sir George Hayter, Paris 1830

Après l'achèvement du château, Charles devient ambassadeur en Russie en 1841. Cependant, son état de santé le ramène en Angleterre et il meurt à Highcliffe en novembre 1845, à l'âge de 66 ans, et la baronnie s'éteint. Il est enterré à l'église Saint-Marc, à Highcliffe, où on peut encore voir son mémorial. Lady Stuart de Rothesay reste veuve jusqu'à sa mort en juin 1867 .